# Acacia ceratonia
Acacia ceratonia é uma espécie de leguminosa do gênero Acacia, pertencente à família Fabaceae.